# Reuss
Pour les articles homonymes, voir Reuss (homonymie).
La Reuss est une rivière de Suisse, longue de 158 km, affluent de l'Aar (rive droite). C'est le quatrième cours d'eau suisse pour sa longueur, après le Rhin, l'Aar et le Rhône. La haute Reuss forme la vallée principale du canton d’Uri. Le cours de la basse Reuss s’étend du lac des Quatre-Cantons jusqu’à la confluence avec l’Aar à Brugg et Windisch.

## Géographie
La Reuss est formée par la rencontre de deux rivières : la Furkareuss, qui prend naissance au col de la Furka et la Gotthardreuss, prenant sa source au col du Saint-Gothard. Ces cours d'eau se rejoignent à Hospental pour former la Reuss dans l'Urseren. À Andermatt, cette dernière reçoit l’Unteralpreuss et l’Oberalpreuss, puis coule vers le nord pour traverser le lac des Quatre-Cantons, peu après Altdorf. Elle en ressort à Lucerne, continue en direction du nord et se jette dans l'Aar peu avant son confluent avec la Limmat. Son débit annuel moyen à Mellingen (à quelques kilomètres de cette confluence) était de 137 m3/s en 2007.

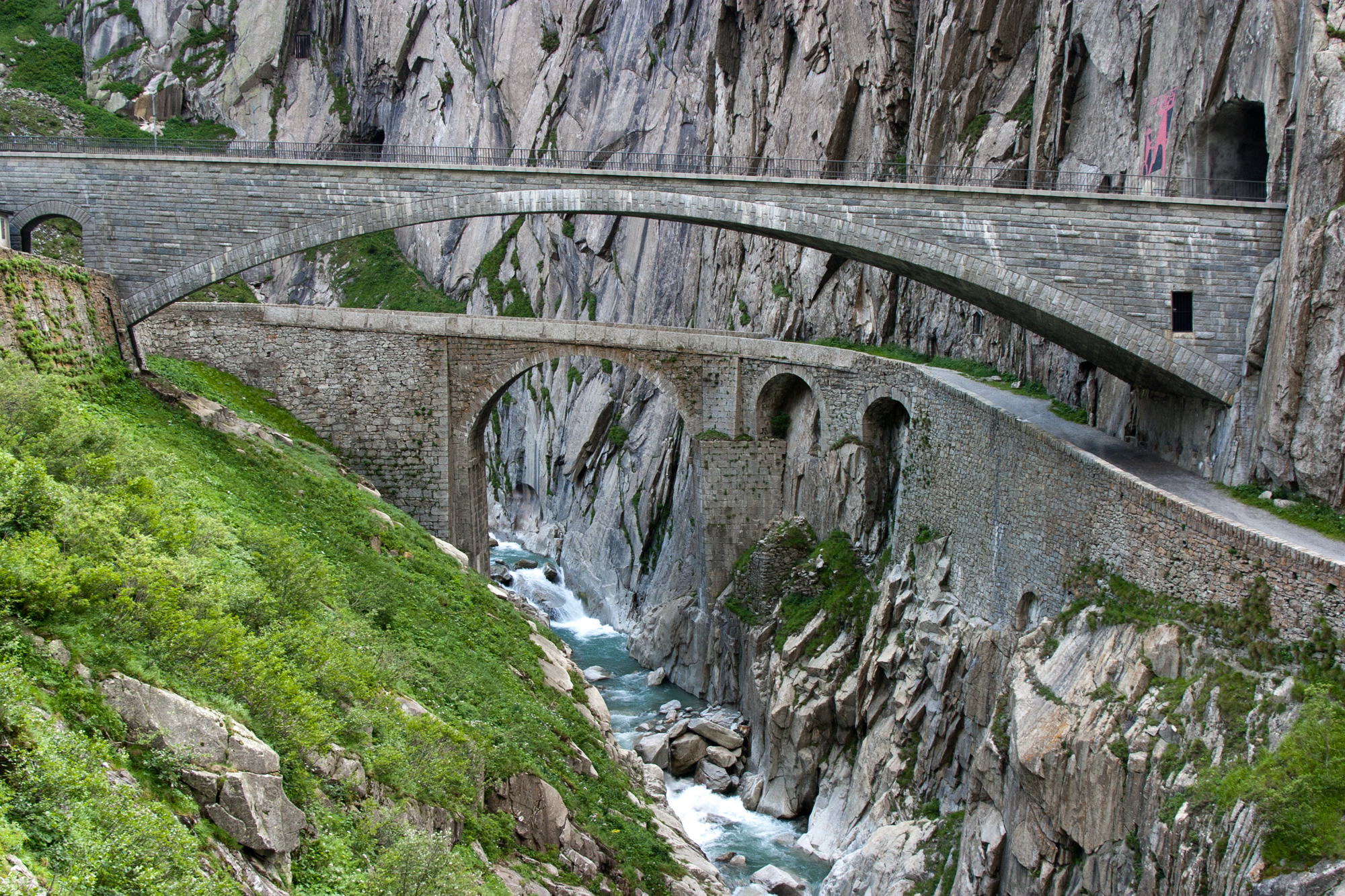
Le pont du Diable, sur la route du col du Saint-Gothard, enjambant les gorges des Schöllenen où coule la Reuss.
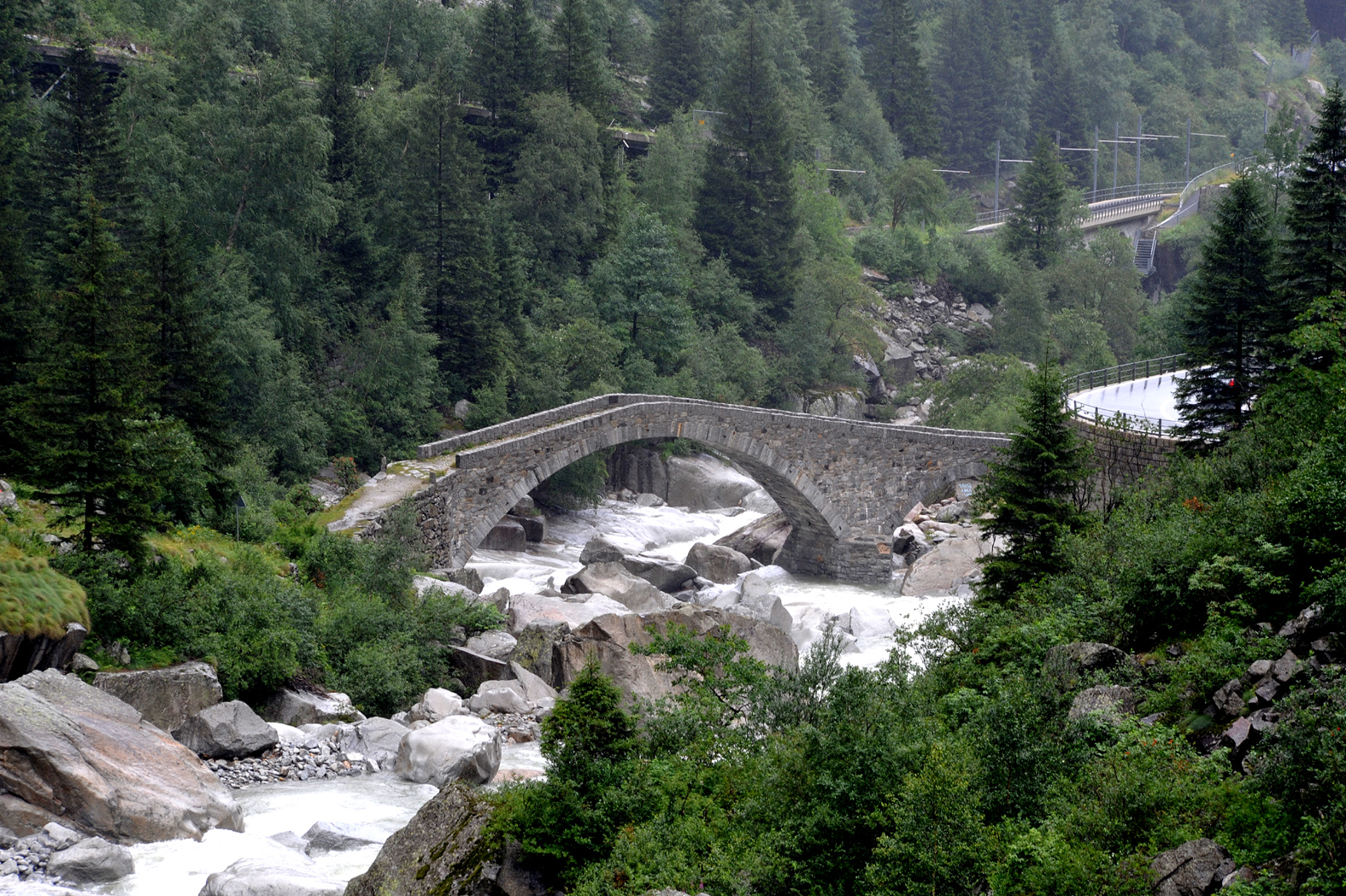
Le Häderlisbrücke sur la Reuss, en amont de Göschenen.
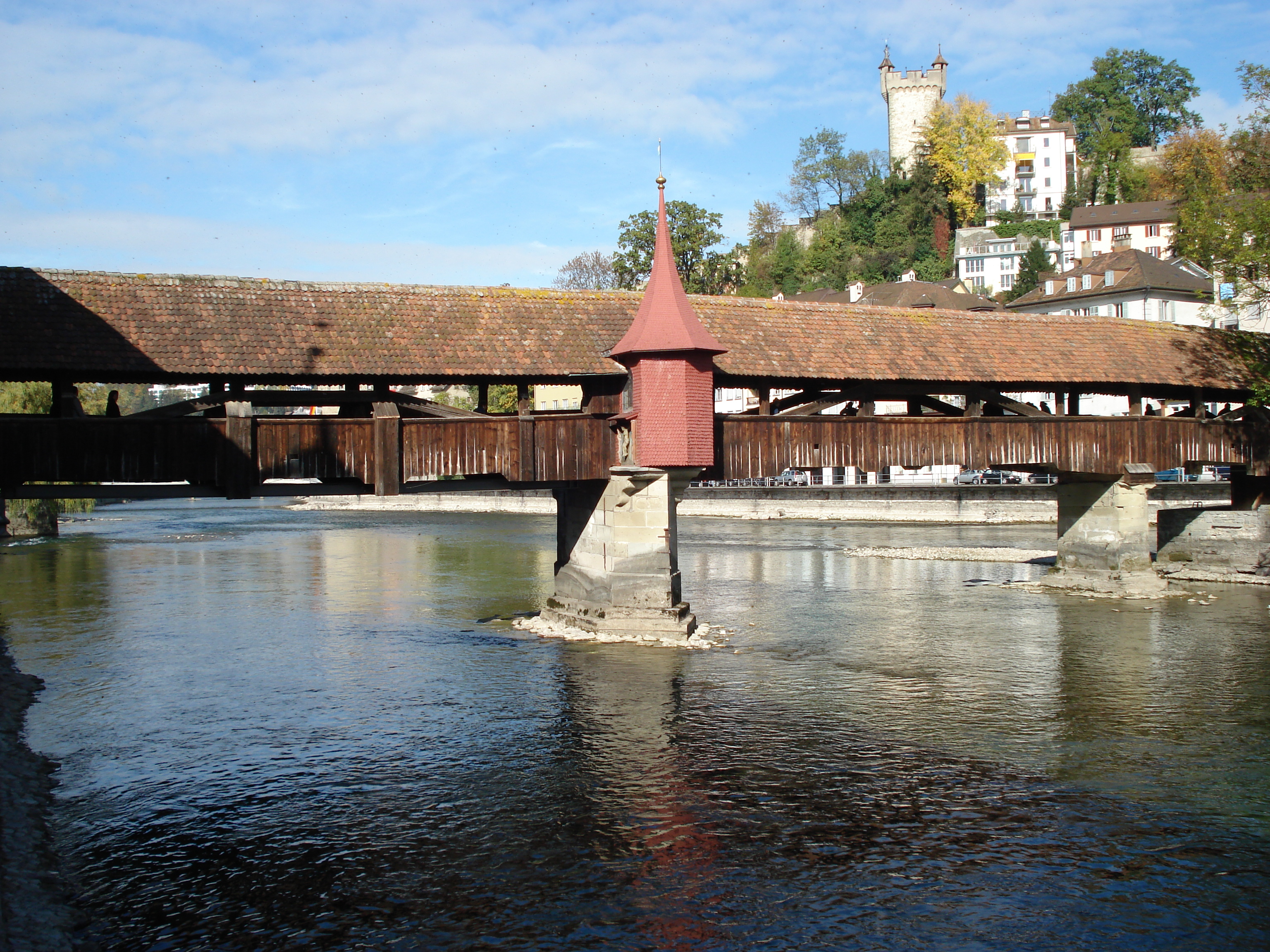
Le Spreuerbrücke sur la Reuss à Lucerne.